# VN1R5
VN1R5 (англ. Vomeronasal 1 receptor 5 (gene/pseudogene)) – білок, який кодується однойменним геном, розташованим у людей на короткому плечі 1-ї хромосоми.  Довжина поліпептидного ланцюга білка становить 357 амінокислот, а молекулярна маса — 40 779.
| 10         |  | 20         |  | 30         |  | 40         |  | 50         |
| ---------- |  | ---------- |  | ---------- |  | ---------- |  | ---------- |
| MLKLVIIENM |  | AEIMLFSLDL |  | LLFSTDILCF |  | NFPSKMIKLP |  | GFITIQIFFY |
| PQASFGISAN |  | TILLLFHIFT |  | FVFSHRSKSI |  | DMIISHLSLI |  | HILLLFTQAI |
| LVSLDFFGSQ |  | NTQDDLRYKV |  | IVFLNKVMRG |  | LSICTPCLLS |  | VLQAIISPSI |
| FSLAKLKHPS |  | ASHILGFFLF |  | SWVLNMFIGV |  | IFCCTLRLPP |  | VKRGQSSVCH |
| TALFLFAHEL |  | HPQETVFHTN |  | DFEGCHLYRV |  | HGPLKRLHGD |  | YFIQTIRGYL |
| SAFTQPACPR |  | VSPVKRASQA |  | ILLLVSFVFT |  | YWVDFTFSFS |  | GGVTWINDSL |
| LVWLQVIVAN |  | SYAAISPLML |  | IYADNQIFKT |  | LQMLWFKYLS |  | PPKLMLKFNR |
| QCGSTKK    |  |            |  |            |  |            |  |            |

A: Аланін

C: Цистеїн

D: Аспарагінова кислота

E: Глутамінова кислота

F: Фенілаланін

G: Гліцин

H: Гістидин

I: Ізолейцин

K: Лізин

L: Лейцин

M: Метіонін

N: Аспарагін

P: Пролін

Q: Глутамін

R: Аргінін

S: Серин

T: Треонін

V: Валін

W: Триптофан

Кодований геном білок за функціями належить до рецепторів, g-білокспряжених рецепторів, білків внутрішньоклітинного сигналінгу. 
Задіяний у такому біологічному процесі як поліморфізм. 
Локалізований у клітинній мембрані, мембрані.